# 科謝里奇

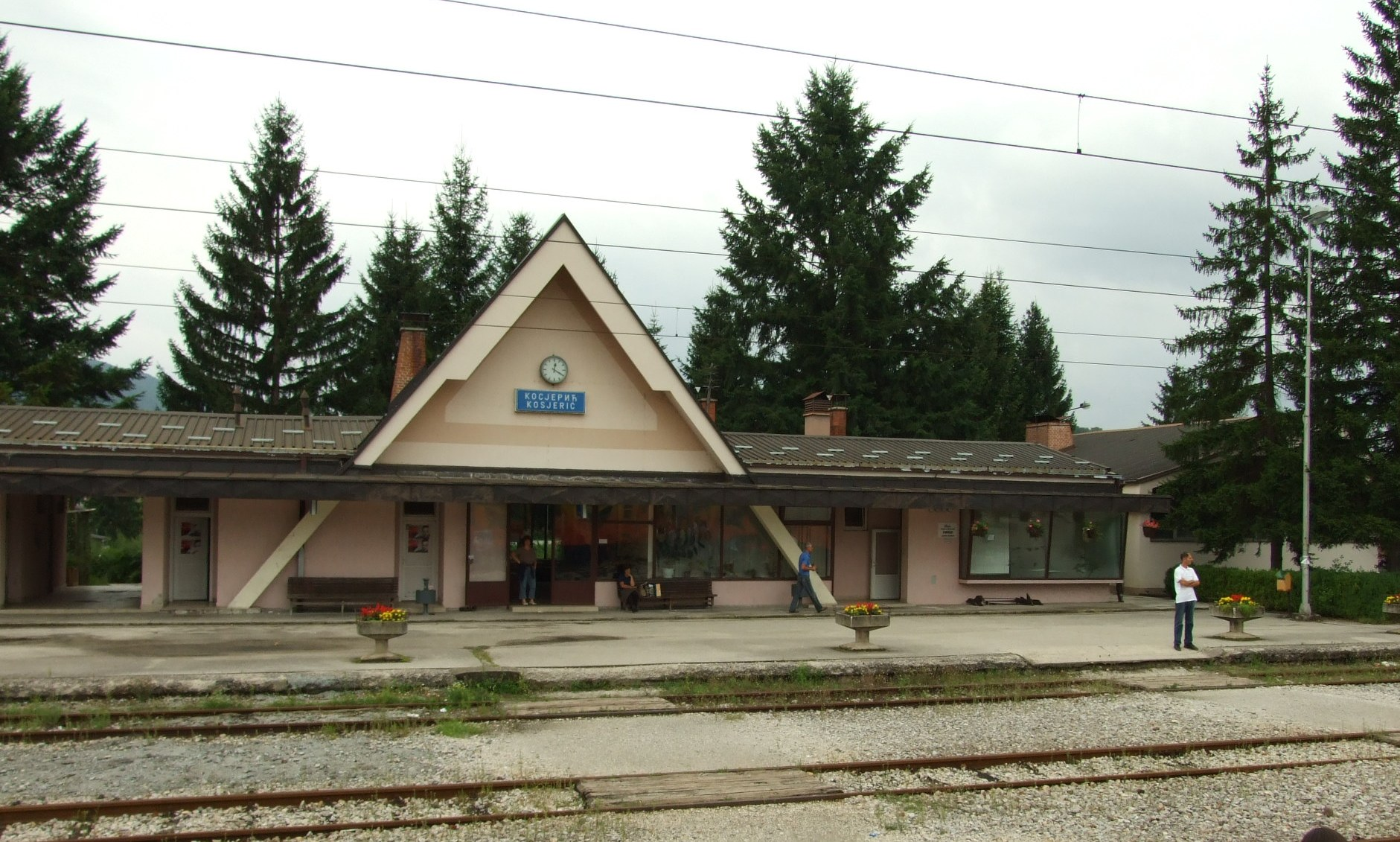

科謝里奇是塞爾維亞的城鎮，由茲拉提波爾州負責管轄，位於該國西部，距離首府烏日策47公里，面積358平方公里，海拔高度415米，2011年人口3,970。

## 外部連結
- Official municipality presentation （页面存档备份，存于）
- Kosjerić Citizens Community